# Mountain Grove
Mountain Grove és una població dels Estats Units a l'estat de Missouri. Segons el cens del 2000 tenia 4.574 habitants.

## Demografia
Segons el cens del 2000, Mountain Grove tenia 4.574 habitants, 1.976 habitatges, i 1.235 famílies. La densitat de població era de 421,5 habitants per km².
Dels 1.976 habitatges en un 29,4% hi vivien nens de menys de 18 anys, en un 46,4% hi vivien parelles casades, en un 12,4% dones solteres, i en un 37,5% no eren unitats familiars. En el 34,5% dels habitatges hi vivien persones soles el 17,9% de les quals corresponia a persones de 65 anys o més que vivien soles. El nombre mitjà de persones vivint en cada habitatge era de 2,26 i el nombre mitjà de persones que vivien en cada família era de 2,88.
Per edats la població es repartia de la següent manera: un 25,7% tenia menys de 18 anys, un 9,1% entre 18 i 24, un 24,1% entre 25 i 44, un 20,8% de 45 a 60 i un 20,3% 65 anys o més.
L'edat mediana era de 38 anys. Per cada 100 dones de 18 o més anys hi havia 76,1 homes.
La renda mediana per habitatge era de 21.131 $ i la renda mediana per família de 25.927 $. Els homes tenien una renda mediana de 24.913 $ mentre que les dones 17.003 $. La renda per capita de la població era de 13.508 $. Entorn del 22,9% de les famílies i el 28,2% de la població estaven per davall del llindar de pobresa.

## Poblacions més properes
El següent diagrama mostra les poblacions més properes.